# Stawiska (Miękinia)
Stawiska – przysiółek wsi Miękinia w Polsce, położony w województwie małopolskim, w powiecie krakowskim, w gminie Krzeszowice. 
Położony jest przy północnych krańcach wsi Filipowice nad potokiem Filipówka.
W latach 1975–1998 przysiółek administracyjnie należał do województwa krakowskiego.